# مهدی کربلایی
مهدی کربلایی (زاده ‎۱۷ اسفند ۱۳۷۱) یک بازیکن فوتبال ایرانی است که برای باشگاه فوتبال پالایش نفت بندرعباس در لیگ آزادگان فوتبال ایران و در پست مدافع بازی می‌کند.
وی سابقه بازی کردن در تیم استقلال تهران را نیز در کارنامه دارد.